# حرب مودوك
حرب مودوك، أو حملة مودوك (بالإنجليزية:Modoc War) كان نزاعا مسلحا بين شعب مودوك (الهنود الأمريكيين) والجيش الأمريكي في جنوب ولاية أوريغون وشمال كاليفورنيا من عام 1872الى 1873 حرب مودوك هي آخر حروب الهندية في كاليفورنيا وولاية أوريغون. مبكر.

## وصلات خارجية
- أرين أ بيك و"ينيز دال هاس"، "الهندي الحروب: مودوك الحرب"، المتحف العسكري الدولة كاليفورنيا، نشرت لأول مرة في تلك أطلس التاريخية من كاليفورنيا، تستخدم بإذن مطبعة جامعة أوكلاهوما، 1975
- = 8484 & IBLOCK_ID = 35 غاري بريشير، "مودوكس: حرب صغيرة جميلة"، المنفى، 23 فبراير 2007